# Procladius rufovittatus
Procladius rufovittatus is een muggensoort uit de familie van de dansmuggen (Chironomidae). De wetenschappelijke naam van de soort is voor het eerst geldig gepubliceerd in 1875 door van der Wulp.